# Christella prolixa
Christella prolixa là một loài thực vật có mạch trong họ Thelypteridaceae. Loài này được (Willd.) Holttum mô tả khoa học đầu tiên năm 1973.